# Pedostrangalia verticenigra
Pedostrangalia verticenigra là một loài bọ cánh cứng trong họ Cerambycidae.